# Makratela
Makratela (gruzínsky მაკრატელას ქედი, Makratelis kedi, v překladu nůžkový hřbet) je horský hřbet v severovýchodní Gruzii, v historickém území Tušetie. Je součástí Velkého Kavkazu v povodí řek Pirikitská Alazani a Thušská Alazani.

## Geografie
Hřbet Makratela je na západě ohraničen hřebenem Acunta. V jihovýchodním směru končí plošinou Omalo.
Severní svahy hřbetu se svažují do údolí Pirikitské Alazani, jižní svahy odvodňuje Thušská Alazani.
Hlavními vrcholy jsou Cio (3380 m, gruzínsky წიო), Civa (3362 m, gruzínsky ცივა), Makratela (3106 m, gruzínsky მაკრატელა) a Samrulismta (3482 m, gruzínsky სამრულისმთა).